# Bracon phytophagus
Bracon phytophagus es una especie de insecto del género Bracon de la familia Braconidae del orden Hymenoptera.

## Historia
Fue descrita científicamente por primera vez en el año 2005 por Quicke.